# Joseph Zito
Joseph Zito (n. 14 mai 1946, New York City, New York, SUA) este un regizor american.

## Filmografie (selecție)
- Bloodrage aka Never Pick Up a Stranger (1979)
- The Prowler (1981)
- Friday the 13th: The Final Chapter (1984)
- Missing in Action (1984)
- Invasion U.S.A. (1985)
- Red Scorpion (1989)
- Delta Force One: The Lost Patrol (1999)
- Power Play (2002)

## Legături externe
- Joseph Zito la Internet Movie Database